# 真佐美ジュン
真佐美 ジュン（まさみ ジュン、1945年10月14日 - ）は、国産テレビアニメ黎明期の1960年代後半から1970年代前半にかけて活動した日本のアニメスタッフ。
本名は下崎 闊（しもざき ひろし）。男性。東久留米市在住。
1965年から旧虫プロダクションにて『ワンダースリー』の制作進行に携わったのち、手塚治虫の秘書として社長室勤務を1年間務める。その後『リボンの騎士』『千夜一夜物語』『どろろ』などを制作したのち、1971年に手塚が虫プロの社長を退陣するのと同時に手塚プロダクションの映画部に移籍。同社では手塚の演出助手を『ふしぎなメルモ』で務めたのち『海のトリトン』の制作担当を経て1972年に退社。同年、スタジオTAKEで『モンシェリCoCo』の制作主任を経て元請けの日本テレビ動画に入社。
1973年、制作主任として幻の日本テレビ版『ドラえもん』の制作に携わり、日本テレビ動画の解散現場に居合わせた数少ない証言者の一人となった。
同社の解散後はアニメ業界を引退し、自動車整備工や板金会社などを経て、現在は手塚治虫や日本テレビ版『ドラえもん』にまつわる講演活動のほか、日本テレビ動画研究会会長、六仙公園友の会事務局長　東久留米市環境美化推進員も務めている。

## 来歴
埼玉県浦和市（現 さいたま市）に生まれる。埼玉県立蕨高等学校卒業。サラリーマンになるが長続きせず、ポール・アンカやニール・セダカが好きな歌手志望でビクター音楽学院へ通っていたとき新聞で見た虫プロダクションの求人記事を芸能プロダクションと勘違いして応募。1965年、虫プロダクション入社し、入社2日目にして『ワンダースリー』の制作進行を担当。1966年7月から1年弱、虫プロの社長室勤務となり、手塚治虫のスケジュール管理をする秘書の仕事を行う。その後、手塚は虫プロから離れることになり、真佐美は再び現場に戻って数々の虫プロ作品を手がけた。
1971年、手塚プロダクション内に映画部が立ち上がったことで手塚から声がかかり同社に移籍するも、映画部は1972年6月に閉鎖され、7月16日付で退社する。
退職後、喫茶店で知り合った女性と結婚。手塚治虫が多忙の合間を縫って結婚の仲人となった。同年、正延宏三のスタジオTAKEで日本テレビ動画制作のアニメ『モンシェリCoCo』を手伝ったのち、1972年11月に『ドラえもん』の制作担当を日本テレビ動画の佐々木一雄プロデューサーから依頼され、日本テレビ動画に入社。
1973年9月30日、日本テレビ版『ドラえもん』最終回放映。この作品の放送終了後にアニメの世界から引退した。日本テレビ動画の解散による金銭トラブルで外注に迷惑をかけてしまい、自ら責任をとった結果であった。
日本テレビ動画の解散後、しばらくの間は田無市西原のアパートに日本テレビ動画の労働組合を作り、管財人との交渉の拠点としていた。その後、1年間失業保険を受け取りながら1974年4月より東京都立立川高等職業訓練校で学び、1975年3月、職業訓練校卒業を機に労働組合の活動を終結させた。これで真佐美はアニメ業界から完全に引退した。
引退後は自動車整備工になり、その後も電装品の会社、解体会社、精密機器工場、民間車検場、板金会社などを経て、59歳まで自営のトラック運転手で生計を立てた。
日本テレビ版ドラえもんが必要以上に低い評価や悪い扱い、情報の錯綜などを目撃した真佐美は、「制作会社が解散したためとはいえ、幻とまでいわれてしまったのは私にも責任がある。手元に残る資料を公開することで、幻ではない本当の姿を伝えたい」という理由から2003年に会員制ホームページを立ち上げ、自らが保管するドラえもんの資料を公開。ファンの求めに応じてDVDの無料上映会を開くなど話題となり、2006年には『藤子不二雄FCネオ・ユートピア』会報誌43号で自身の所持する資料を中心に日本テレビ版ドラえもんの特集が行われた。2009年には産経ニュース、同年にニッポン放送『高嶋ひでたけの特ダネラジオ 夕焼けホットライン』で当時の自身の所持する日本テレビ版ドラえもんの音声を放送。その他、単行本『芸能人トリビア』（晋遊舎）、雑誌『ゲームラボ』2005年2月号、『昭和40年男』2012年10月号、宮崎克・野上武志『TVアニメ創作秘話～手塚治虫とアニメを作った若者たち～』で取材されるなどした。
2019年、肺炎と心房細動に罹患し、肺癌と診断されたことを自身のブログで公表した。

## 人物
虫プロのワンダースリーで制作進行と演出助手の一人二役で担当したときに、下崎闊（しもさき ひろし）という名前を読める人がいなくてジュンさんと呼ばれる事が多かったため、演出助手では真佐美ジュンの名前を使用したという。
虫プロでは常にテンガロンハットを身につけ、ニックネームは下ヤン。同僚だったアニメーターの小林準治によれば、「根がやさしい男」。
自身のサイトでは、虫プロの裏話や手塚治虫との思い出、さらには世間には知られていない事件など当時の虫プロ、手塚プロの裏側を知ることができる貴重なエピソードが細かく記載されている。

## 主な参加作品

### テレビアニメ

#### 虫プロダクション
- ワンダースリー（1965年、制作進行、演出助手）
- リボンの騎士（1967年）
- わんぱく探偵団（1967年）
- ワンダーくんの初夢宇宙旅行（1968年）
- 千夜一夜物語（1969年）
- どろろ（1969年）
- やさしいライオン（1970年）
- あしたのジョー（1970年）
- ムーミン（1970年）
- 日本誕生（1970年、演出助手）
- アンデルセン物語（1970年、制作進行）

#### 手塚プロダクション
- ふしぎなメルモ（1971年、制作坦当）
- 海のトリトン（1972年、制作坦当）

#### ナック
- スーパータロム（1972年、制作坦当[20]）

#### 日本テレビ動画
- モンシェリCoCo（1972年、制作主任）※放送中にスタジオTAKEの正延宏三とのトラブルで自主降板[21]。
- ドラえもん パイロットフィルム（1973年、演出）
- ドラえもん（1973年、制作主任）

#### 電通映画社・ひろみプロダクション
- 原子力物語（1974年、製作）

## 著書
- 『虫プロてんやわんや 誰も知らない手塚治虫』（創樹社美術出版、2009年） - 柴山達雄、小林準治、高橋良輔、磐紀一郎（石津嵐）、河井竜との共著。「手塚先生のペンの音」を下崎闊名義で執筆。